# Ko Zandvliet
Ko Zandvliet (Ámsterdam, 1993) es un actor y músico neerlandés.

## Carrera
Forma parte de una banda musical neerlandesa, "Jungle by Night", donde se encarga de tocar el trombón. También formó parte del grupo "Gallowstreet", un grupo de diez integrantes de la música de Ámsterdam. 
Es reconocido como actor gracias a su interpretación del personaje "Wim" en la película Sonny Boy. Luego se hizo popular al interpretar a Marc en la película Jongens (2015).

### Filmografía
- 2011 Sonny Boy de Maria Peters: Wim a los 19 años
- 2011 Razend de Dave Schram: Sven
- 2013 Cowboys Janken Ook de Mees Peijnenburg: Sven
- 2014 Between 10 and 12 de Peter Hoogendoorn: Muchacho
- 2014 IJspaard de Elan Gamaker: Jo
- 2015 Jongens de Mischa Kamp: Marc

### Televisión
- 2014 Jongens (Muchachos) de Mischa Kamp: Marc